# Statue-menhir de la Soulière
La statue-menhir de la Soulière est une statue-menhir appartenant au groupe rouergat découverte à Castelnau-de-Brassac (Fontrieu), dans le département du Tarn en France.

## Historique
La statue-menhir a été découverte en 1980 par M. Hauc près du hameau de La Soulière près d'un chemin de crête, à proximité des statues-menhirs de Cambous et du Teil. La statue-menhir est inscrite monument historique au titre d'objet depuis le 14 octobre 2019.

## Description
La statue-menhir a été gravée sur une dalle de granite mesurant 2,20 m de hauteur sur 1,03 m de largeur et 0,40 m d'épaisseur. La statue est pratiquement complète (fragment manquant correspondant à l'épaule gauche) mais très usée avec des gravures peu lisibles. Elle comporterait un visage, le haut des deux jambes, une partie du baudrier et la boucle de l'objet et une ceinture. La face postérieure est exempte de gravure, la statue est peut-être inachevée.
Dans la partie inférieure gauche de la face antérieure, une croix a été gravée ultérieurement (tentative de christianisation ?).